# Staffan Olzon
Staffan Anders Olzon, född 6 december 1937 i Stockholm, är en svensk författare, dramatiker, regissör och teaterchef. Han är son till översättaren Gösta Olzon.

## Biografi
Olzon har verkat som lärare och elektronisk konstruktör och varit anställd av och till vid Sveriges Radio 1962–2000. Tillsammans med Evan Storm och Bengt af Klintberg drev han några år i början av 1960-talet en multimedia-experimentell teaterrevy-verksamhet på Alléteatern i Stockholm, innan han slog sig ihop med Pi Lind och startade Pistolteatern (döpt efter deras initialer) i före detta Munkbroteatern i Gamla stan. Fram till 1970 drev han teatern, skrev och regisserade flera egna pjäser och föreställningar, som sen ofta också framfördes  på Sveriges Radio och Sveriges Television.
Från mitten av 1970-talet verkade han som fast regissör vid Radioteatern. Han var 1979–1981 chef för Upsala Stadsteater, som då även innefattade Gävle Teater. 1983–1986 var han chef för Helsingborgs stadsteater och från 1988 dramaturg och fast regissör vid Riksteatern. På 2000-talet bodde och verkade han mest på Österlen, bland annat vid Skillinge Teater vid sidan om annan verksamhet som datortekniker.
2014 återupptog han sitt skönlitterära arbete och publicerade samma år romanen Om Arthur Fitzgerald. 2016 utgavs romanen I Verkligheten.
Olzon har också medverkat som skådespelare i några filmer, bland annat i Beate Grimsruds film Konungen (1993) och i Anders Wahlgrens filmer Ur svenska hjärtans djup (1966), Dömd till dårhus (1976),  och En kluven stad (1998) samt tillsammans med Anders Wahlgren, en porträtt-film om konstnären Claes Oldenburg (1969). Med en värmekamera gjorde han film för Sveriges Television om Terry Riley Musik i Mörker (1978).

## Teater

### Regi (ej komplett)
| År   | Produktion                                                 | Upphovsmän                                         | Teater                                                       |
| ---- | ---------------------------------------------------------- | -------------------------------------------------- | ------------------------------------------------------------ |
| 1983 | På tu man hand med alla Наедине со всеми, Naedine so vsemi | Alexander Gelman                                   | Helsingborgs stadsteater                                     |
| 1984 | En gång till, Sam Play It Again, Sam                       | Woody Allen Översättning Torsten Ehrenmark         | Helsingborgs stadsteater                                     |
| 1984 | Äpplet i portföljen                                        |                                                    | Helsingborgs stadsteater                                     |
| 1984 | Paris 1878                                                 | Staffan Olzon                                      | Helsingborgs stadsteater                                     |
| 1984 | Paris 1918                                                 | Staffan Olzon                                      | Helsingborgs stadsteater                                     |
| 1985 | Paris?                                                     | Staffan Olzon                                      | Helsingborgs stadsteater                                     |
| 1985 | Burning Love                                               | Fitzgerald Kusz Översättning Ingrid Hiort af Ornäs | Helsingborgs stadsteater                                     |
| 1986 | Herr Plumes zellsamheter och blamasjer                     | Christian Zell                                     | Helsingborgs stadsteater Regi tillsammans med Christian Zell |
| 2006 | Svek Betrayal                                              | Harold Pinter                                      | Skillinge Teater                                             |
| 2008 | Dödsdansen                                                 | August Strindberg                                  | Skillinge Teater                                             |
| 2014 | Mannen som blev ensam                                      | Fritiof Nilsson Piraten/ Michael Segerström        | Helsingborgs stadsteater Turné                               |

## Radioteater

### Regi (ej komplett)
| År   | Produktion                                                  | Upphovsmän       |
| ---- | ----------------------------------------------------------- | ---------------- |
| 1975 | Hinden                                                      | Göran Tunström   |
| 1977 | På pottan On purge bébé                                     | Georges Feydeau  |
| 1981 | Min hjälp kommer från bergen Hilfe kommt mir von den Bergen | Gabriele Wohmann |